# IPXE
iPXE je svobodná rozšiřující implementace PXE, tedy systému bootování počítače přes počítačovou síť. Pod tímto názvem vznikla v roce 2010, kdy se odštěpila od staršího projektu gPXE. Umožňuje jednak realizovat bootování ze síťových zdrojů i pro počítače, jejichž základní firmware tuto možnost nenabízí, jednak kromě tradičního stahování přes protokol TFTP nabízí načítání dat rovněž přes HTTP, iSCSI, ATA over Ethernet a Fibre Channel over Ethernet. Tyto protokoly navíc nemusí být realizovány přes pevnou ethernetovou síť, ale mohou být realizovány (na podporovaném hardware) i přes wifi.
Program je implementován v jazyce C a jedná se o svobodný software dostupný pod licencí GNU GPL.